# Bee Gees Perfect
A Bee Gees Perfect  című nagylemez a Bee Gees Japánban kiadott válogatáslemeze.

## Az album dalai
Side A
1. Three Kisses of Love (Barry Gibb) – 1:48
2. Spicks and Specks (Barry Gibb) – 2:50
3. New York Mining Disaster 1941 (Barry és Robin Gibb) – 2:10
4. Massachusetts (Barry, Robin és Maurice Gibb) – 2:20
5. Holiday (Barry és Robin Gibb) – 2:53
6. I've gotta Get a Message to You (Barry, Robin és Maurice Gibb) – 2:56
7. In the Morning (Barry Gibb) – 3:53

Side B
1. Melody Fair (Barry, Robin és Maurice Gibb) – 1:21
2. I Started a Joke (Barry, Robin és Maurice Gibb) – 3:08
3. To Love Somebody (Barry és Robin Gibb) – 3:00
4. First of May Barry, Robin és Maurice Gibb) – 2:48
5. Lonely Days (Barry, Robin és Maurice Gibb) – 3:45
6. How can You Mend a Broken Heart (Barry és Robin Gibb) – 3:58
7. My World (Barry és Robin Gibb) – 4:18

## Közreműködők
- Bee Gees